# Catacombes
Pour les articles homonymes, voir Catacombes (film) et Catacombes de Paris.

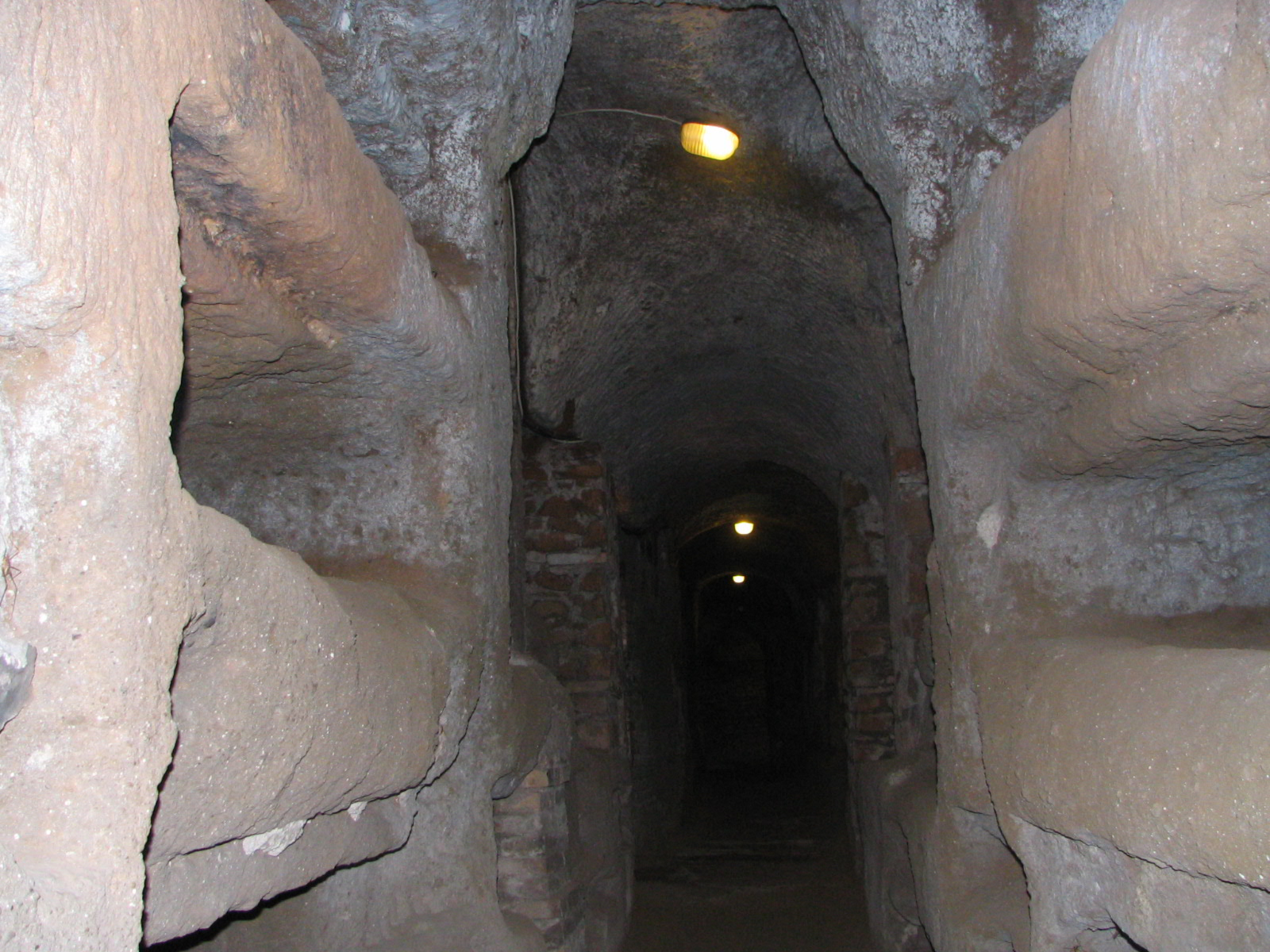
Une catacombe romaine.

Les catacombes sont des excavations souterraines utilisées depuis l'Antiquité par les chrétiens et qui servent initialement de lieu de sépulture pour les corps non brûlés. Le mot catacombes vient du latin chrétien catacumbæ, « cimetière souterrain », nom donné primitivement à un cimetière situé non loin de la Voie Appienne, composé du grec κατά / katá, « en bas », et du latin chrétien tumba, « tombe ».
De nombreux mythes et fausses interprétations ont alimenté l'imaginaire populaire sur ces cavités souterraines. Ainsi, les catacombes n'étaient pas des repaires souterrains dans lesquels les premiers chrétiens, fuyant les persécutions, pouvaient célébrer leur culte. Lorsqu'elles se développent au IIIe siècle, elles sont seulement des nécropoles, dans l'ensemble peu fréquentées. Elles commencent à perdre cette fonction dès le IVe siècle qui voit les chrétiens aménager des sanctuaires autour des tombes des martyrs pour attirer des flots croissants de pèlerins. Leur déclin s'amorce au Ve siècle lorsque l'inhumation en sous-sol cesse progressivement.
Les catacombes sont des lieux dans lesquels l'art paléochrétien (principalement les enduits muraux et les sarcophages) s'est pleinement développé. Après deux siècles d'aniconisme, les imagiers et les artistes de l'art catacombal s'inspirent notamment des scènes et symboles bibliques.

## Caractéristiques
Les premières sont creusées au IIe siècle en dehors de l'ancienne enceinte des murs (le long des voies d'accès à Rome), pour respecter la loi romaine obligeant d'ensevelir ou d'incinérer les cadavres à l'extérieur de la ville : c'est la limite du pomœrium. La plupart de ces catacombes ne sont à l'origine que d'anciennes carrières, sablières ou citernes abandonnées à partir desquelles les fossoyeurs agrandissent des tunnels pour en faire des hypogées constitués d'un nombre limité de courtes galeries puis des catacombes formées de nombreuses galeries souterraines plus longues et plus vastes. Leur origine s'explique par la nécessité grandissante d'édifier des monuments funéraires au sous-sol, du fait de la pleine occupation du suburbium en surface (où le développement des villas, des zones agricoles est lié à la croissance urbaine et l'expansion démographique qui rendent les nécropoles incapables d'accueillir l'ensemble des sépultures) et de l'augmentation des prix du terrain, notamment engendré par le recours croissant de l'inhumation par rapport à l'incinération. Les catacombes remplacent ainsi les tombes en surface (mausolée et columbarium) de manière économique dans des régions où on peut creuser facilement (présence de tuf, pouzzolane) des fosses communes.
Elles sont aussi bien païennes que chrétiennes. Les plus célèbres et plus importantes sont utilisées par la religion chrétienne mais il en existe aussi chez les païens, les Phéniciens, les Étrusques ou les Juifs. Les plus fameuses sont celles de Rome, principalement celles de Saint-Sébastien, et celle de Saint-Calixte ; celles de Naples, qui, d'abord employées à la sépulture des païens, furent au IVe siècle uniquement réservées aux chrétiens (on y a construit un grand nombre d'églises et de chapelles) ; celles de Syracuse, les célèbres latomies de Denys le Tyran ; celles de Catane, d'Agrigente et de Païenne.
Les chrétiens persécutés se réunissant en secret pour prier ainsi que célébrer l'Eucharistie dans les catacombes est un mythe développé par les visions romantiques de romans chrétiens (Fabiola (en) du cardinal Wiseman, Acté d'Alexandre Dumas, Quo vadis ? d'Henryk Sienkiewicz ou Les Martyrs de Chateaubriand). Lors de la persécution des chrétiens dans les premiers siècles, leur culte domestique est toléré dans le domus ecclesiae tandis que les catacombes deviennent des cimetières où les chrétiens enterrent chaque jour les leurs près des martyrs sur les tombes desquels ils pratiquent un culte funéraire à la romaine, le refrigerium. Après la Paix de l'Église en 313, les chrétiens commencent à enterrer leurs morts principalement sous les basiliques et à la suite d'éboulements ou de dégradations, l'accès aux catacombes devient malaisé. L'image de l'Église souterraine se développe lorsque le pape Damase Ier fait restaurer les catacombes à la fin du IVe siècle et y encourage les pèlerinages sur des lieux de mémoire, les tombes des martyrs, évitant ainsi la construction coûteuse d'églises dédiées à ces martyrs. La pratique de se faire enterrer sous des basiliques devenant la norme sous Gratien et Théodose Ier lorsque l’Église catholique devient réellement une religion d'État, les catacombes chrétiennes sont progressivement délaissées et ne sont plus utilisées que pour le culte des martyrs puis servent le plus souvent d'ossuaires, de carrières ou de caves.

## Principales catacombes

### Catacombes de Rome
Les catacombes de Rome sont les lieux de sépulture souterrains dans lesquelles les Étrusques et la communauté juive, puis les chrétiens de Rome à partir de la fin du IIe siècle, enterrent leurs morts au cours des premiers siècles après Jésus-Christ.
L'opinion commune veut que les catacombes chrétiennes se développent à Rome dans les temps difficiles des persécutions et soient le lieu de réunions furtives des premiers chrétiens recherchés par la police. En fait, ces cimetières sont créés à l'usage des fidèles qui veulent dans la mort reposer côte à côte (notamment inhumation ad sanctos, « près des Saints » martyrs) au lieu d'être enterrés avec leurs proches. Les premières communautés chrétiennes établissent pour ce faire des cimetières en surface avec une partie souterraine, non pour se cacher (la police connaît parfaitement ces lieux, comme l'attestent leur descente dans la catacombe de Saint-Calixte pour arrêter le pape Étienne Ier en 257 ou l'archidiacre Laurent de Rome le 6 août 258), mais pour rentabiliser l'achat de terrains, ces catacombes formant des cimetières à hypogée beaucoup plus complexes et plus vastes que celles des Étrusques et des juifs. Le crypto-christianisme (en) de cette époque se traduit plus par des figures et acronymes codés de christianisme retrouvés sur des inscriptions dans les catacombes, qu'une pratique clandestine.
Le nom original de ces lieux était « cœmeteria » (dortoirs, la sépulture n'étant pour les chrétiens qu'un lieu de repos transitoire en attente de la résurrection finale). Le terme « catacombe » pourrait venir d'une expression hybride gréco-latine et ne désigne à l'origine que le complexe de Saint-Sébastien sur la Via Appia, mais ce n'est qu'à partir de Xe siècle que l'expression devint un nom générique pour ce genre de cimetière chrétien souterrain.
Généralement des escaliers mènent à des galeries dont les parois sont creusées de loculi, niches fermées par des plaques de marbre ou par des briques renfermant la sépulture des chrétiens ordinaires, alors que des chrétiens de plus haut rang disposent de tombes plus complexes (arcosolium et cubiculum).

### Catacombes de Paris
Par extension et abus de langage, c'est aussi le nom que l'on a donné à la partie des Carrières souterraines de Paris dans laquelle ont été entreposés les ossements de millions de personnes lorsque l'on a décidé de vider les cimetières parisiens à partir de 1786, ainsi que les restes que renfermaient les églises, et on en a formé d'immenses ossuaires. Les catacombes de Paris sont une partie des anciennes carrières s'étendant sous une grande partie de la ville de Paris. L'appellation de catacombes, dans le cas de la ville de Paris, est abusive. Il s'agit en réalité d'un ossuaire, les os ayant été déplacés depuis des cimetières.
Les carrières de Paris se composent aujourd'hui, d'un réseau de galeries d'inspections dont l'accès est strictement interdit depuis 1955, et de l'ossuaire municipal situé 1 avenue du colonel Rol-Tanguy, où sont entreposés les restes de 6 millions de Parisiens.

#### Comme cadre de fictions littéraires et cinématographiques
Au cinéma, plusieurs films furent tournés dans les catacombes de Paris : Cartouche de Philippe de Broca (1962), mais surtout Les Gaspards de Pierre Tchernia (1974).
C'est aussi en grande partie dans ce cadre que se déroule L'Affaire du collier de Blake et Mortimer, qui parle de la conjuration de la cagoule (1934).
C'est aussi le titre d'un manga créé par des auteurs français dont le cadre est les catacombes de Paris.
Quelques scènes du film le Nom de la Rose de Jean-Jacques Annaud ont également été filmées dans les catacombes de Rome. Comme le sous-sol de Rome regorge de ce genre de tombes, et la chance aidant, c'est dans les catacombes se trouvant sous le restaurant où l'équipe de tournage venait manger, que furent tournées les scènes dans lesquelles Sean Connery et Christian Slater cherchaient une sortie du labyrinthe.
En été 2013, le film d'horreur Catacombes de John Erick Dowdle est en partie tournée dans les catacombes de Paris.

#### Visiter les catacombes de Paris
Les catacombes peuvent être visitées pendant la journée. Une partie bien entretenue est ouverte au public. Le parcours commence au milieu des ossements, dont certains sont disposés en motifs de cœur ou de croix. Des poèmes et autres épitaphes traitent de la mort tout au long du chemin. À l'issue de sa descente, effectuée grâce à un long escalier en colimaçon, le visiteur est mis en garde par un alexandrin du poète Delille inscrit sur le linteau (au-dessus de la porte menant à l'ossuaire) : « Arrête ! C'est ici l'empire de la mort ».
Sous l'hôpital Cochin, la carrière des Capucins est transformée en écomusée. Elle présente une concentration de consolidations de diverses époques et des curiosités comme il n'en existe nulle part ailleurs dans les anciennes carrières. Le musée n'est ouvert que pour des groupes, sur rendez-vous auprès de l'association (SEADACC) à laquelle la mairie de Paris a confié la gestion du site.
Les visites clandestines du reste du réseau de carrières souterraines sont fréquentes (bien qu'il n'y ait pas de statistiques officielles, certains habitués estiment les descentes aux catas à plusieurs centaines de personnes par semaine). Elles restent cependant une infraction qui peut être sanctionnée par une amende. On appelle ces explorateurs des sous-sols parisiens les « cataphiles » et nombre de néologismes sont formés sur cette base (cataguide, catasprint, catabière, catabaise, etc.). Il est bien entendu déconseillé de s'aventurer dans ce dédale de galeries sans être accompagné par quelqu'un connaissant les lieux et sachant s'orienter sur un plan du réseau : notons en effet que ce dernier s'étend sur à peu près 250 kilomètres.

### Catacombes de Lyon
Comme à Paris, ces « catacombes » n'en portent que le nom, n'étant ni des ossuaires ni des cryptes, et sont fermées au public du fait des risques élevés d'éboulement.
Elles s'étendent sous Fourvière, et aussi sous la Croix-Rousse et dans le vieux Lyon. De rares privilégiés ont réussi à les voir. La localisation des différentes entrées des catacombes lyonnaises n'est pas divulguée du fait que ces catacombes ne sont pas ouvertes au public. À la Croix-Rousse, les entrées des catacombes se situent principalement dans des caves profondes ; celles qui ont été découvertes ont été condamnées. À Fourvière, les entrées connues sont toutes condamnées (même s'il est probable que certaines demeurent accessibles).
Dans le vieux Lyon, les entrées se trouvent dans les caves et dans les égouts (elles sont toutes soit condamnées, soit surveillées)[réf. nécessaire]. Aucune découverte marquante n'y a été effectuée, mis à part 4 à 5 mètres cubes d'ossements humains le 14 mai 1959, et des poteries et autres objets d'époque romaine… Les rumeurs sur des trésors dissimulés par des résistants au cours de la Seconde Guerre mondiale sont donc, jusqu'à ce jour, sans fondement.
Les galeries lyonnaises sont le plus souvent des galeries de drainage creusées au cours des époques soit pour capter, soit pour évacuer l'eau afin d'éviter tout effondrement des collines telle la catastrophe de 1930 où un pan de la colline de Fourvière s'effondra.
Des galeries militaires ont été bâties en même temps que la ceinture de forts autour de Lyon. Enfin certaines galeries gardent leur mystère quant à leur fonction, telles les « Arêtes de poisson », qui portent ce nom à cause de leur forme faisant penser à un squelette de poisson.
En revanche les « réseaux » lyonnais sont multiples de diverses tailles, roches, époques et même si quelques-uns communiquent entre eux, ces derniers sont relativement éparpillés entre les deux collines lyonnaises.

### Catacombes d'Orléans
Il s'agit en fait des catacombes de l'église Saint-Paul, découvertes en 1940 lors du déblaiement de l'édifice, détruit par les bombardements allemands.
Ce sont probablement d'anciennes carrières romaines, aménagée comme lieu de sépulture puis renforcées au XIIe siècle pour construire l'église Saint-Paul au-dessus. Elles servirent de sépulture pendant des siècles, y compris à des notables comme François Colas des Francs, maire d’Orléans au XVIe siècle, ou Jacques Boucher, trésorier du duc d'Orléans. La dernière inhumation connue remonte à 1782.
Elles se trouvent à 9 mètres sous terre et sont longues de près de 50 mètres, sur 2,5 mètres de large, surmontées d'arcades du XIIe siècle avec des clefs de voûte. Les ossements ont été rassemblés dans deux ossuaires,.

### Sources et bibliographie
- Les catacombes de Rome ont été décrites par Antonio Bosio, par Giovanni Gaetano Bottari et par Louis Perret, Paris, 1853-1857.
- Marie-Nicolas Bouillet  et Alexis Chassang (dir.), « Catacombes » dans Dictionnaire universel d’histoire et de géographie, 1878 (lire sur Wikisource)
- André Grabar, Le Premier art chrétien, Gallimard, coll. « Univers des formes », décembre 1966, 346 p. (ISBN 978-2-07-010242-6)
- « Chambers Dictionary of Etymology », Chambers (New York), 1988,  (ISBN 0-550-14230-4), articles catacomb et tomb
- Frédérick Tristan, Les Premières Images chrétiennes. Du symbole à l'icône (IIe-VIe s.), 1996.
- Paul Koudounaris, Trésors des catacombes, La Martinière, 2013

- Richard Schittly, « arêtes de poisson », Le Monde,‎ 24 août 2016
- « Lyon : les mystères des arêtes de poisson », Lyon Capitale, no 763,‎ février 2017
- « Quel trésor se cache sous le sol croix-roussien ? », La Ficelle, no 1,‎ mai 2008
- « Les vestiges de la citadelle Saint-Sébastien », La Ficelle, no 15,‎ novembre 2009
- « Les arêtes en direct », La Ficelle, no 37,‎ février 2012
- « Sous-sol croix-roussien », La Ficelle,‎ février 2012, p. 5
- « Les mystérieux souterrains de Lugdunum », La Ficelle, no 47,‎ février 2013
- « Et si les celtes les avaient construites ? », La Ficelle, no 66,‎ décembre 2014
- « Les caves de la Croix-Rousse se rebiffent », Libération,‎ 13 septembre 2010
- Guillaume Lamy, « Les souterrains de la Croix-Rousse bientôt visitables », Lyon Capitale,‎ 12 octobre 2009
- « Les arêtes de poisson à l'UNESCO », Lyon Capitale,‎ 28 décembre 2007 (lire en ligne)
- « Les souterrains de Lyon menacés par le projet de tunnel », Lyon Capitale,‎ 15 octobre 2007 (lire en ligne)
- « Les souterrains communiquaient avec une citadelle », Le Progrès,‎ 12 octobre 2009
- Le réseau souterrain des « arêtes de poisson », diagnostic réalisé par E. Bernot, C. Ducourthial et Ph. Dessaint, Service archéologique de la Ville de Lyon
- « Un monde sous nos pieds », Le Progrès,‎ 21 août 2009
- « Des travaux dommageables pour le réseau des Fantasques », Le Progrès,‎ 29 mai 2009